# Norfolk Air

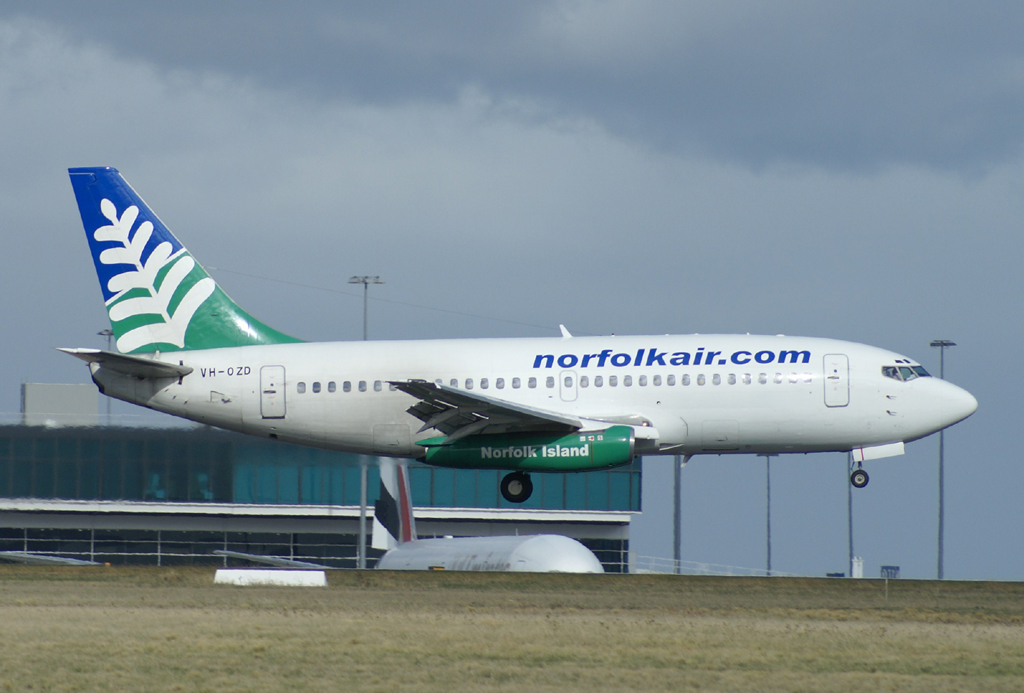

Norfolk Air – australijska linia lotnicza z siedzibą na wyspie Norfolk. Głównym węzłem jest port lotniczy Norfolk Island.